# F with U
"F with U" é uma música de hip hop do artista Kid Ink. A música foi lançada em 7 de abril de 2017 pelo Tha Alumni Music Group, 88 Classic e RCA Records, como o single solteiro do  EP  7 Series (2017). A faixa foi produzida por colaboradores frequentes DJ Mustard e J Holt, junto com Hitmaka e vocais por Ty Dolla Sign. A música interpola Tamia "So Into You" como seu coro.

## Video musical
O video musical foi lançado em 4 de maio de 2017.

## Posições
| Chart (2017)                                      | Peak position |
| ------------------------------------------------- | ------------- |
| Reino Unido (UK Singles Chart)                    | 52            |
| UK Singles Downloads (OCC)                        | 98            |
| US Bubbling Under R&B/Hip-Hop Singles (Billboard) | 9             |
| Estados Unidos (Billboard Rhythmic)               | 11            |